# Артур Рудолф
Артур Луис Хуго Рудолф (9. новембар 1906 — 1. јануар 1996) био је немачки ракетни инжењер и водећи инжењер приликом покуаја да се развије V-2 ракета за Нацистичку Немачку. Након Другог светског рата, Канцеларија за стратешке услуге владе Сједињених Америчких Држава довела га је у САД као део тајне Операције Спајалица, где је постао један од главних програмера америчког свемирског програма. Радио је у оквиру Армије САД и НАСА-е, где је управљао развојем неколико система, укључујући пројектил Першинг и ракету Сатурн V. Америчка влада га је 1984. године испитивала за ратне злочине и пристао је да се одрекне америчког држављанства и напусти САД у замену да га кривично не гоне.